# 林子祥
林子祥（英語：George Lam Tsz Cheung，1947年10月12日—），香港男歌手、演員、詞曲作家及唱片製作人，在學生時期已開始組織樂隊，1975年返港加入玉石樂隊，1980年憑藉《在水中央》、《分分鐘需要你》兩首歌曲獲頒十大中文金曲奬而走紅，1983年憑藉電影《投奔怒海》獲提名第2屆香港電影金像獎最佳男演員，並獲頒當屆金像獎最受歡迎男演員。1988年憑藉《真的漢子》獲頒十大中文金曲獎，1994年獲得香港樂壇最高榮譽金針獎，2003年獲得CASH音樂成就大獎，2016年獲得第38屆十大中文金曲名人堂獎。

## 背景
林子祥生於香港，祖籍廣東新會，為家中老大，下有一個弟弟。爺爺、父親和四叔公都是醫生 。爺爺是那打素醫院院長，父親林達志是元朗婦產科醫生，他只有幾歲大時，父母離婚，他和弟弟跟隨母親。1960年，他在拔萃男書院讀中一時，母親離開香港到美國去，兩兄弟便開始寄宿生活，直至1965年，再被安排負笈英國四、五年。。
林子祥有著強勁的「天生奇喉」，音域超闊，天生一副極具衝擊力和爆破力的嗓音，換句話說就是歌喉特別「嗆」，幾乎無法模仿，其代表作例如《男兒當自強》、《10分12吋》、《數字人生》等都是當中的佼佼者，尤其是《數字人生》副歌一段要連續唱出64個音兩次，被普遍認為是最能展示其歌唱能力的作品。林子祥有男中音應有的全部條件，高音區又延伸上去一大截，高音區上到 E5 （如《將心意盡訴》）、F5 （如《海市蜃樓》）， 最高音咬字去到A＃5 《惡鬥惡》和B5（如現場版《街頭霸王榜》）。一般的歌手總是用假音拉上去，有些即使用真音拉到高音區，嗓音也會變得尖細單薄，很難像林子祥那樣即使將高音拉到極限仍是飽滿有力。而低音亦可達到F#2（如錄音室版《清河》），最低音咬字去到A#1《美而廉》。
林子祥曾就讀於德信學校、拔萃男書院 （在該校選修法文）及英國多佛學院，之後于美國留學。據悉林子祥成為歌手前在美國任網球教練；學生時期曾組織樂隊。1975年，林子祥返港加入玉石乐队。1976年推出首張英文專輯《Lam》，其後推出過多張廣東專輯。
1980年，他憑《在水中央》及《分分鐘需要你》兩首歌曲在第3屆十大中文金曲頒獎音樂會連獲兩個金曲獎，成為當年的大贏家，奠定他天王巨星的地位，亦從此成為樂壇頒獎禮的常客。
1981年，他再憑改編歌《三人行》而為人熟悉。（改編自美國1960年代紅極一時的民謠組合彼得、保羅和瑪麗（Peter, Paul & Mary）經典歌《The Unicorn Song》）
1986年，他憑電影《最愛》的主題曲《最愛是誰》奪得香港電影金像獎最佳原創歌曲。
1989年11月他於推出《長青歌集》專輯後，在報刊宣布不參與來屆十大中文金曲頒獎禮及十大劲歌金曲颁奖礼，不再競逐樂壇獎項，至1993年初才憑與樂壇天后葉蒨文的合唱作品《選擇》重返頒獎台。
綜觀整個1980年代，他共有23首歌曲登上香港電台中文歌曲龍虎榜冠軍位置，僅少於譚詠麟的28首。
1994年，在香港電台第17屆十大中文金曲頒獎音樂會上，林子祥獲頒「香港樂壇最高榮譽」——金針獎。
2003年，林子祥獲得CASH音樂成就大獎，是首位唱作人獲得此項殊榮。
作為音樂人，林子祥不僅會彈鋼琴與結他，還創作過多首膾炙人口的歌曲，如《分分鐘需要你》、《幾段情歌》、《海市蜃樓》、《在水中央》、《追憶》、《誰能明白我》、《這一個夜》、《真的漢子》及《似夢迷離》等。就算改編歌曲，他亦常有創新大膽的嘗試，務求別樹一格，如林子祥84年12月的名曲《每一個晚上》，正是由兩首中西樂曲：安德魯·勞埃德·韋伯（Andrew Lloyd Webber）創作的音樂劇《貓》（《Cats》）中的"Growltiger's Last Stand"和黃自為白居易《花非花》譜曲的同名作品拼合而成，卻不著痕跡，渾然天成。同年，他把二十首當時得令的流行作品，以高超的編曲技巧組織起來，做出《10分12吋》這首經典串燒歌，可謂前無古人，更掀起一股串燒歌熱潮，後來周潤發、朱咪咪、古巨基也用過類似形式製作串燒歌。兩曲都得到當年樂壇頒獎禮評審的賞識，林子祥憑著前者獲頒1985年度十大中文金曲金曲獎，後者獲頒1985年度十大勁歌金曲金曲獎。
2013年，他為TVB劇集《衝上雲霄II》創作主題曲，八十年代的曲風及唱腔，初時顯得與該劇格格不入而引致劣評如潮，民意紛紛要求用回第一輯的《歲月如歌》。然而，不久有許多觀眾在TVB討論區反映該曲在反覆聆聽後變得非常悅耳，故該曲孰好孰壞還未有定論。
林子祥參演過多部電影，包括《投奔怒海》、《貓頭鷹與小飛象》、《三人世界》等。1983年，他憑電影《投奔怒海》中精湛的演出，獲提名第2屆香港電影金像獎最佳男主角；亦曾在無綫電視與汪明荃合作拍攝《不是冤家不聚頭》、《四季情》等電視劇集。
2018年8月30日，為紀念已故巨星陳百強及其60歲冥壽，環球唱片推出一張粵語翻唱致敬大碟《環球高歌陳百強》，收錄了多首重新編曲演唱的陳百強經典歌曲，由十二位香港著名歌手參與，與Danny友誼深厚的林子祥揀選了《有了你》翻唱，及與太太葉蒨文合作翻唱《疾風》一曲。。
2022年4月，林子祥參與由TVB與中國芒果TV合辦的音樂節目《聲生不息》，與中國內地和香港歌手重新演繹香港樂壇經典金曲。當中阿Lam 和葉蒨文合唱的《敢愛敢做》片段内地點擊破億掀起哄動。

## 歌唱生涯
- 1976年發行第一張個人英語專輯《Lam》。
- 1976年於香港與杜麗莎共同舉行《Teresa Carpio & George Lam》演唱會。
- 1978年發行第一張個人粵語專輯《各師各法》。
- 1981年於香港舉行第一次個人演唱會《林子祥Show》。
- 1983年於香港舉行個人演唱會《林子祥演唱會》，成為第一位在紅館開四面台的歌手。
- 1985年於香港舉行個人演唱會《林子祥85演唱會》。
- 1987年於香港舉行個人演唱會。
- 1988年於香港舉行個人跨年演唱會《LAM 88-89 LIVE》。
- 1990年於香港舉行個人跨年演唱會《特醇星徽林子祥90演唱會》。
- 1991年發行第一張個人國語專輯《這次你是真的傷了我的心》。
- 1992年於香港舉行個人跨年演唱會《白花油 林子祥有情演唱會》，並與葉蒨文首次在台灣舉行演唱會《天長地久演唱會》。
- 1994年在香港電台第十七屆《十大中文金曲頒獎音樂會》上，林子祥獲頒「香港樂壇最高榮譽──金針獎」。
- 1995年於香港舉行個人演唱會《林子祥寄廿載情演唱會95》。
- 1996年於台灣舉行個人演唱會《林子祥「感謝．台灣」全省巡迴歌友演唱會》。
- 1997年於北京慶祝香港回歸晚會，同張國榮、劉歡、葉倩文、鞏俐、那英、譚晶壓軸演唱《團聚》。
- 1998年與葉蒨文共同於香港舉行個人演唱會《林子祥葉蒨文好氣連場98'》。
- 2001年舉辦《最愛接觸林子祥》個人演唱會，同年12月14日與陳奕迅合辦《01年拉闊壓軸 林子祥&陳奕迅》音樂會。
- 2002年與香港管弦樂團合辦演唱會《港樂·林子祥》。
- 2003年5月30日，林子祥應汪明荃邀請，在紅磡香港體育館舉行的演唱會中任嘉賓，不慎掉進舞臺上的大洞，頭部撞地，結果右耳聽覺永久受損，並需休養一段長時間。
- 2003年，林子祥獲得CASH音樂成就大獎，是首位唱作人獲得此殊榮。
- 2005年11月17日至11月19日，復出舉辦《子有祥情》演唱會。
- 2007年6月7日至6月10日林子祥與杜麗莎合辦演唱會《仍然最愛林子祥杜麗莎》。同年推出全新廣東大碟《佐治地球轉》。
- 2009年6月於香港舉行個人演唱會《十分十二子祥》。
- 2010年9月舉辦 《Made In Love Concert》。11月推出靚聲專輯《Lamusique》（包含CD和DVD）。
- 2011年6月17至19日，於香港紅磡體育館舉行一連三場《Vintage Lamusic Concert演唱會》，並以偶像Ralph Lauren的服飾作為是次演唱會的主要服裝。
- 2011年9月與李克勤於香港會議展覽中心合辦《林子祥x李克勤 拉闊音樂會2011》。
- 2013年2月1日至2日，與趙增熹合辦《絕對熹祥- A Mix & Match Concert with 林子祥 & 趙增熹音樂會》。
- 2013年7月為無綫電視劇《衝上雲霄II》作曲及主唱主題曲《衝上雲霄》。
- 2015年6月19至20日於香港體育館參與《最愛潘源良是誰作品展》的演出。
- 2015年12日於《2015年度勁歌金曲頒獎典禮》獲頒發「樂壇榮譽貢獻大獎」。
- 2016年1月6日，進入十大中文金曲頒獎音樂會名人堂。
- 2016年1月28日至31日 於香港紅磡體育館舉行一連四場《林子祥佐治地球四十年演唱會》。
- 2019年5月3日至7日 於香港紅磡體育館，偕其兒子林德信舉行一連五場《林子祥 Lamusical 2019 演唱會》。尾聲時，阿Lam邊唱《三人行》邊率眾人謝幕，更感觸說：「我構思這個音樂劇兩年多，如今已到最後一晚，明天我又做回兩蚊人（指長車乘車優惠）！」[11]
- 2021年於東方衛視節目 《我們的歌 (第三季)》當中與胡夏合作獲取冠軍。

## 感情生活
1980年林子祥與吳正元結婚，育有一子（林德信）及一女（林德懿）。由於長期在音樂上合作，林子祥與葉蒨文早於1983年已認識和相交。因為葉倩文1980年代來香港時一句粵語都聽不懂，時為華納音樂 (香港)總經理的吳正元安排林子祥擔任葉倩文的粵語老師兼聲樂老師。1992年，林子祥和葉倩文卻發生感情關係，1994年林子祥與吳正元離婚。1995年《林子祥寄廿載情演唱會95》葉蒨文終以林子祥女友身分出現，並於1996年7月17日與葉蒨文結婚。

## 軼事

### 電影家有囍事出演
1992年於香港上映的賀歲喜劇片《家有囍事》，劇中的常滿原本由林子祥出演，但在開拍前，林子祥在美國三藩市的房屋發生火災，必須趕回去處理，因此未能出演該電影。

### 偷盜太陽眼鏡事件
1999年7月27日早上，林子祥獨自在美國夏威夷威基基希爾頓酒店一間免稅店閒逛，暗中將貨架上價值75美元的名牌Polo太陽眼鏡放進袋内，未有付款便離開店舖。當值警衛從閉路電視目擊整個案發經過，並立即採取行動將他截停，人贓並獲。林子祥在被捕後聲稱自己並非有意偷竊，只是一時心不在焉忘記付款而已，更即時向揭發他的高級防盗主任提出付款購買該物品了事，但由於美國法例規定，所有店舖盜竊案均須交由警方處理，不論店舖扒手提出任何條件或理由也不能補回付款購買了事。由於人證、物證俱在，而贓物涉及金額少於一百美元，警方遂决定以輕盜竊罪起訴林子祥，林子祥被落案後即時繳付一百美元保釋外出候審。7月29日早上，案件在夏威夷地方法院第一巡迴法庭開審，林子祥親自出席應訊，並選擇不答辯，法官即裁定他四級盜竊罪名成立，罰款75美元及留案底，並須會見當地的法庭輔導員接受輔導。根據美國夏威夷州法例，店舖盜竊屬刑事罪行，犯人如在判刑後六個月内行為良好，其刑事案底將會被撤銷，而林子祥亦沒有在美國境內重犯，因此其案底已於2000年1月28日後被删除，但警方仍會保留其被拘捕的記錄。

### 舞台失足事件
2003年5月3日，林子祥擔任汪明荃「明荃明曲明星2003」演唱會的嘉賓，疑因舞台中央的圓形升降台過早降落，舞台上出現一個有如陷阱般的洞口，林子祥在高唱《男兒當自強》期間，不慎跌下深八呎的洞口受傷。林子祥因撞擊右耳與腦部，右耳骨碎裂腦現血塊，並一度昏迷。半小時內在妻子葉蒨文陪同下急送九龍聖德肋撒醫院。在四位腦部專科醫生會診後，入院三日從加護病房轉出，八日後在家人陪同下出院。在2003年年底，葉蒨文返台宣傳新專輯時，提到林子祥在意外之後，右耳嚴重耳鳴，僅可聽到單聲道。林曾因此專程拜訪國外耳疾專家，嘗試針灸與外科療法，也利用耳機輔助。因適應問題，曾減少公開演出，於2005年11月復出，並重拾音樂創作工作。

## 音樂作品

### 個人單曲
| 單曲 # | 單曲名稱     | 語言 | 發行公司 | 發行日期   | 曲目                                                                               |
| ------ | ------------ | ---- | -------- | ---------- | ---------------------------------------------------------------------------------- |
| 1      | 10分12吋     | 粵語 | 華納唱片 | 1985年8月  | 曲目 1. 10分12吋                                                                   |
| 2      | 佐治地球40年 | 粵語 | 夢想沙龍 | 2015年12月 | 曲目 1. 佐治地球40年（最愛版） 2. 佐治地球40年（狂唱版） 3. 佐治地球40年（完美版） |

### 個人專輯
| 專輯 # | 專輯名稱                    | 語言               | 專輯類型                       | 發行公司        | 發行日期       | 曲目 |
| ------ | --------------------------- | ------------------ | ------------------------------ | --------------- | -------------- | --- |
| 1      | Lam                         | 英語               | 大碟                           | 百代唱片 (香港) | 1976年         | 曲目 1. Don't Go Breaking My Heart（杜麗莎合唱） 2. Let 'Em In 3. Takin' It To The Streets 4. Get Closer 5. Shannon 6. Three Wishes 7. Love In The Shadows 8. Country Boy 9. Never Gonna Fall In Love Again 10. Steppin' Out 11. Will You Love Me Tomorrow? 12. This Masquerade |
| 2      | Lam II                      | 英語               | 大碟                           | 百代唱片 (香港) | 1977年         | 曲目 1. Turn the Beat Around / You Should Be Dancing / I Can't Get Next to You 2. You Make Me Feel Like Dancing 3. Isn't She Lovely 4. Southern Nights 5. Go Your Own Way 6. Up-Down 7. Boring Love 8. A Little Bit More 9. Shower the People 10. I Just Can't Say No to You 11. The Hit Song of All Time |
| 3      | Teresa Carpio & Lam         | 英語               | 大碟                           | 百代唱片 (香港) | 1978年         | 曲目 1. Love Letters 2. Feelings 3. This One's For You 4. Stay Awhile 5. I Don't Like To Sleep Alone 6. Danny's Song 7. I Wanna Make Your Love Grow 8. Circle Of Love (Caught In The Middle) 9. Shame, Shame, Shame 10. Harmour Love 11. Never Can Say Goodbye 12. Mr. Melody 13. One Love In My Lifetime 14. Don't Go Breaking My Heart |
| 4      | 各師各法                    | 粵語               | 大碟                           | 百代唱片 (香港) | 1978年         | 曲目 1. 各師各法 2. 伴你一世 3. 開心唱首歌 4. 三個願望 5. 確係愛得悶 6. 樂悠悠 7. 想你 8. 青春少年時 9. 立志要趕上 10. 青春熱潮 11. 我願隨風去 12. 名利你得到 |
| 5      | 抉擇                        | 粵語               | 大碟                           | 百代唱片 (香港) | 1979年         | 曲目 1. 抉擇 2. 成吉思汗 3. 原野是我家 4. 漫漫長路上 5. 點解娶老婆 6. 莫再為名氣 7. 蝶變 8. 我要走天涯 9. 好媽媽 10. 落難天使 11. 快樂苗 12. YMCA好知己 |
| 6      | 摩登土佬                    | 粵語               | 大碟                           | 百代唱片 (香港) | 1980年         | 曲目 1. 美麗的小姑娘 2. 亞里巴巴 3. 分分鐘需要你 4. 能否知我心 5. 你咪理我 6. 愛的美敦書 7. 摩登土佬 8. 只要享和平 9. 願愛得浪漫 10. 彩色玻璃裏 11. 那怕到處闖 12. 廣告、廣告 |
| 7      | 一個人                      | 粵語               | 大碟                           | 百代唱片 (香港) | 1980年         | 曲目 1. 一個人 2. 在水中央 3. 老人河 4. 未算系錯 5. 畫家 6. 她的歌聲 7. 你在何方 8. 不要離去 9. 執到寶 10. 美好的一刻 11. 轉.轉.轉 12. 人生之歌 |
| 8      | 林子祥精選集                | 粵語               | 精選                           | 百代唱片 (香港) | 1981年         | 曲目 1. 愛的種子（之一） 2. 分分鐘需要你 3. 美麗的小姑娘 4. 原野是我家 5. 亞里巴巴 6. 愛的種子（之二） 7. 他的一生 8. 一個人 9. 世運在莫斯科 10. 我要走天涯 11. 青春少年時 12. 青春熱潮 13. 成吉思汗 |
| 9      | 活色生香                    | 粵語               | 大碟                           | 百代唱片 (香港) | 1981年         | 曲目 1. 活色生香 2. 究竟天有幾高 3. 再生人 4. 夜來香 5. 澤田研二 6. 狂歡 7. 沙漠小子 8. 有句話 9. 三人行 10. 七月初七 11. 走馬燈 12. 可以不可以 |
| 10     | 海市蜃樓                    | 粵語               | 大碟                           | 百代唱片 (香港) | 1982年12月     | 曲目 1. 海市蜃樓 2. 今天開始 3. 尋夢 4. 莉莉瑪蓮 Lili Marlene 5. 浪 6. 愛情隧道 7. 古都羅馬 Rome 8. 答案 9. 投降吧 10. 從今失去她 11. 明天怎麼過 12. 幾段情歌 |
| 11     | 愛情故事                    | 粵語               | 大碟                           | 華納音樂 (香港) | 1983年7月      | 曲目 1. 莫再悲 2. 重逢（葉蒨文合唱） 3. 二人世界 4. 小男人主義 5. 懶舒服 6. 熱血青年 7. 愛情故事 8. 水中蓮 9. 初次遇見你 10. 阿喲心聲 11. 巴黎街頭 12. 花喱花碌星期六 |
| 12     | 愛到發燒                    | 粵語               | 大碟                           | 華納音樂 (香港) | 1984年4月      | 曲目 1. 愛到發燒 2. 芭莎路華 3. 丫嗚婆 4. 邁步向前 5. 重溫舊夢 6. 清唱我愛你 7. 逝如風 8. 貼身舞 9. 我偷望、你偷看 10. 石像 11. 獨腳戲 12. 我愛你 |
| 13     | 林子祥創作歌集              | 粵語               | 大碟                           | 華納音樂 (香港) | 1984年12月     | 曲目 1. 誰能明白我 2. 心肝寶貝 3. 追憶 4. 床上的法國煙 5. 此情可待 6. 說聲珍重 7. 水仙情 8. 師傅教落 9. 每一個晚上 10. 紅日豐收 11. 再見楊柳 12. 跳躍太陽下 |
| 14     | 林子祥85特輯（Lam '85）     | 粵語               | 精選                           | 華納音樂 (香港) | 1985年4月      | 曲目 1. Moments 2. 愛到發燒 3. 水中蓮 4. 我愛你 5. 莫再悲 6. 丫嗚婆 7. 二人世界 8. 仍然記得個一次 9. 零時十分 10. 星光的背影 11. 誰能明白我 12. 再見楊柳 13. 石像 14. 心肝寶貝 |
| 15     | 10 分 12 吋 (Single Medley) | 粵語 / 國語        | 單曲                           | 華納音樂 (香港) | 1985年?月      | 曲目 10 分 12 吋(Medley) <編曲:鍾定一/黃良昇> "200 度" "漫漫前路" "天籟… 星河傳說" "天鳥" "你的眼神" "震盪" "MONICA" "不羈的風" "MONICA" "愛到發燒" "200 度" "開心鬼" "飛躍舞台" "激光中" "世間始終你好 "成吉思汗" "亞里巴巴" "跟佢做個 FRIEND" "財神到" "200 度" "愛情陷阱" "夏日寒風" "愛情陷阱" "酒干倘賣無(國語)" "200 度" |
| 16     | 誘惑                        | 粵語               | 大碟                           | 華納音樂 (香港) | 1985年12月     | 曲目 1. 誘惑（清唱） 2. 聖誕夜 3. 就算 4. 戲中戲 5. 誘惑 6. 投奔那方 7. 為誰忙 8. 心聲 9. 高歌Number 9 10. 紅日我愛你 11. 千枝針刺在心 12. 這一個夜 |
| 17     | 最愛                        | 粵語               | 大碟                           | 華納音樂 (香港) | 1986年7月4日   | 曲目 1. Ah Lam 日記 2. 史泰龍 Lambo 3. 數字人生 4. 虎威戰士 5. 惡鬥惡 6. 最愛是誰 7. 曾經 8. 蜘蛛女之吻 9. 冷冰冰的形象 10. 一個早上 11. 開路先鋒 |
| 18     | 千億個夜晚                  | 粵語               | 大碟                           | 華納音樂 (香港) | 1986年12月23日 | 曲目 1. 千億個夜晚 2. 海誓山盟 3. 風雨故人來 4. Woo Woo 愛你 5. 單身女人 6. 加大碼 7. 等你和應 8. 話長江 9. 今生以後 10. 愛情把戲 11. 緊靠一起 |
| 19     | 花街70號                    | 粵語               | 大碟                           | 華納音樂 (香港) | 1987年8月5日   | 曲目 1. 敢愛敢做 2. 何時何地（葉蒨文合唱） 3. 勇敢的愛 4. April 5. 孤單的戰爭 6. 看路遠 7. 上癮 8. 花街70號 9. 似曾相識 10. 一世離開你 11. 孤身旅者 12. 幕後英雄 |
| 20     | 林子祥創作+流行歌集         | 粵語               | 大碟                           | 華納音樂 (香港) | 1988年1月26日  | 曲目 1. 每夜唱不停 2. 雨點 3. 昨日街頭 4. 幻覺 5. Talking About 6. 深夜裡 7. 刺激 8. 結伴同航 9. 從前日後與這天 10. 內疚 11. 終於勝利 |
| 21     | 生命之曲                    | 粵語               | 大碟                           | 華納音樂 (香港) | 1988年10月7日  | 曲目 1. 生命之曲 2. 誰為你 3. 真的漢子 4. 誰人能 5. 心曲 6. 失蹤少女 7. 故園風雪後 8. 三心一意 9. 空屋 10. 今晚可有空 |
| 22     | 子祥經典音樂                | 粵語               | 純音樂精選                     | 華納音樂 (香港) | 1988年12月28日 | 曲目 1. 邁步向前（The Journey） 2. 石像（Interlude） 3. 床上的法國煙（French Cigarettes） 4. 水仙情 / 風雨故人來 / 再見楊柳 / 紅日豐收 / 千枝針刺在心 / 跳躍太陽下 / 在水中央（The Chinese Movement） 5. 分分鐘需要你（The Greeting） 6. 這一個夜（Denim Blues） 7. 零時十分（Nightwalk） 8. 誰能明白我（The Ballad） 9. 海市蜃樓（Mirage） |
| 23     | 長青歌集                    | 粵語               | 大碟                           | 華納音樂 (香港) | 1989年11月10日 | 曲目 1. 國旗 2. 忘記了 3. 同行萬里 4. 在等一個晚上 5. 糊塗、魯莽 6. 勝敗之間 7. 矛盾 8. 火熊熊、心紅紅 9. 有著你 10. 對話（蔡立兒合唱） |
| 24     | 十三子祥                    | 粵語               | 新曲+精選                      | 華納音樂 (香港) | 1990年8月9日   | 曲目 1. 似夢迷離 2. 一切OK 3. 千億個夜晚 4. 最愛是誰 5. 敢愛敢做 6. 生命之曲 7. 千枝針刺在心 8. 真的漢子 9. 花街70號 10. Ah Lam日記 11. 在等一個晚上 12. 深夜裡 13. 這一個夜 |
| 25     | Lessons                     | 英語               | 大碟                           | 華納音樂 (香港) | 1990年11月23日 | 曲目 1. Without the 2 of Us 2. Tennis Nemesis 3. Sabbatical 4. He Said 5. Talkin’ About 6. Lessons 7. April 8. Three Wishes 9. Boring Love 10. It's Only Goodbye |
| 26     | 日落日出                    | 粵語               | 大碟                           | 華納音樂 (香港) | 1990年11月26日 | 曲目 1. 日落日出 2. 厭了玩遊戲 3. 黑白不分 4. 一隻蚊 5. 聽我講一次 6. 可以嗎 7. 星之影像 8. 高大威猛 9. 天光也睡天黑也睡 10. 夕陽 |
| 27     | 小說歌集                    | 粵語               | 大碟                           | 華納音樂 (香港) | 1991年7月31日  | 曲目 1. 情深再別提 2. 不再屬於我的美夢 3. 一生只有一次 4. 偷得浮生半日閒 5. 你仍是愛著我嗎？ 6. 懷念這深深一吻 7. 怎麼可以沒有你 8. 重合著眼，便重現著你 9. 夢裡靈犀一點通 10. 原來沒有你是這樣的！ 11. 男兒當自強 |
| 28     | 這次你是真的傷了我的心      | 國語               | 大碟                           | 飛碟唱片        | 1991年9月23日  | 曲目 1. 至少還有我在乎 2. 如果有話要說 3. 不要笑我癡 4. 當時年紀小 5. 我等你 6. Moments 7. 這次你是真的傷了我的心 8. 愛戀無所不在 9. 回首夢已遠 10. 流星 11. 男兒當自強 |
| 29     | 最難忘的你                  | 粵語               | 大碟                           | 華納音樂 (香港) | 1992年3月      | 曲目 1. 將心意盡訴 2. 最難忘的你 3. 獨來獨往 4. 晚星 5. 獨自暢飲 6. 街頭霸王榜 7. 改變常改變 8. 人海中一個你 |
| 30     | 這樣愛過你                  | 國語               | 大碟                           | 飛碟唱片        | 1992年11月10日 | 曲目 1. 這樣愛過你 2. 選擇（葉蒨文合唱） 3. 海誓山盟 4. 夜 5. Three Wishes 6. 甜與酸 7. 情願受傷（葉蒨文合唱） 8. 聲聲問 9. 願今宵永在夢裡 10. 每一個晚上 |
| 31     | 祈望                        | 粵語               | 大碟                           | 華納音樂 (香港) | 1992年12月     | 曲目 1. 友愛長存 2. 祈望 3. 一笑置之 4. 急速的心跳 5. 如風.如煙 6. 天空海闊 7. 選擇（葉蒨文合唱） 8. 清河 9. 午夜搖擺 10. 蒲公英 11. 永不孤獨 12. 愛心特護 |
| 32     | 林子祥影視金曲16首          | 粵語 / 國語        | 大碟                           | 華納音樂 (香港) | 1993年1月      | 曲目 1. 長路漫漫伴你闖(電影"武狀元蘇乞兒"粵語版主題曲) 2. 將心意盡訴(電影"三人做世界"主題曲) 3. 男兒當自強(電影"黃飛鴻"粵語版主題曲) 4. 這一個夜(電影"聖誕奇遇結良緣"插曲) 5. 最愛是誰(電影"最愛"主題曲) 6. 敢愛敢做(電影"神奇兩女俠"主題曲) 7. 故園風雪後(電影"今夜星光燦爛"主題曲) 8. 邁步向前(電影"英倫琵琶"主題曲) 9. 長路漫漫伴你闖(電影"武狀元蘇乞兒"國語版主題曲) 10. 人海中一個你(TVB電視劇"大家族"插曲) 11. 真的漢子(TVB電視劇"當代男兒"主題曲) 12. 似夢迷離(電影"一咬 O. K."主題曲) 13. 改變常改變(TVB電視劇"大家族"主題曲) 14. 海誓山盟(TVB配音日劇"海誓山盟"主題曲) 15. 三心一意(電影"三人世界"主題曲) 16. 誰能明白我(電影"貓頭鷹與小飛象"主題曲) |
| 33     | 決定                        | 國語               | 大碟                           | 飛碟唱片        | 1993年4月      | 曲目 1. 決定（鋼琴版） 2. 重逢（葉蒨文合唱） 3. 那年冬天 4. 其實我早看見你心慌 5. 陪我高飛 6. 真真假假 7. 決定（管絃樂版） 8. 夜裡的咖啡 9. 親愛的朋友 10. 註定多情 11. 愛你到此為止 12. 長路漫漫伴你闖 |
| 34     | 93創作歌集                  | 粵語               | 大碟                           | 華納音樂 (香港) | 1993年8月      | 曲目 1. 交出一切 2. 你心有我 3. 終生夥伴 4. 我的一生 5. 歸向平淡 6. 偶像 7. 願世間有青天 8. 你令我找到自己 9. 愛偏要別離 10. 曾經滄海 11. 舊居中的鋼琴 12. 一團和氣 |
| 35     | When a Man Loves a Woman    | 英語               | 大碟                           | 華納音樂 (香港) | 1993年12月     | 曲目 1. When a Man Loves a Woman 2. When I Fall in Love 3. My Prayer 4. Where Did All the Good Times Go 5. True Love 6. First of May 7. Crying in the Rain 8. The Second Time 9. And I Love You So 10. You Don't Have to Say You Love Me 11. Woman |
| 36     | 單手拍掌                    | 粵語               | 大碟                           | 華納音樂 (香港) | 1994年12月     | 曲目 1. 你是朋友 2. 不可能沒有你 3. 天地 4. 半杯酒 5. 我走我路 6. 今天的一切 7. 單手拍掌 8. 這世界有你最好 9. 江湖滋味 10. 無愧於心 11. 小屋的風雨 |
| 37     | 感謝                        | 國語               | 大碟                           | 波麗佳音        | 1995年10月     | 曲目 1. 感謝 2. 回首來時路 3. 情關 4. 在水中央（國） 5. 痛痛快快哭一場 6. 無言的愛 7. 愛你一輩子 8. 人生 9. 情深愛難了 10. 暖暖冬陽 |
| 38     | 緣是這樣                    | 粵語               | 大碟                           | 百代唱片 (香港) | 1996年6月      | 曲目 1. 十八變 2. 我以你自豪 3. 緣是這樣 4. 追尋 5. 快樂的真相 6. 活色生香（96版） 7. 十分鍾意 8. 有情天地 9. 感激 10. 答案（96版） 11. 十八變（Live Concert Version） |
| 39     | 好氣連祥                    | 粵語               | 大碟                           | 百代唱片 (香港) | 1997年9月      | 曲目 1. 擁抱 2. 愛情 3. 人間好漢 4. 最遠偏偏最近 5. 好氣連祥Part 1 6. 好氣連祥Part 2 7. 好氣連祥Part 3 8. 好氣連祥Part 4 9. 蓋世男兒 10. 谷爆 11. 知己 |
| 40     | 現代人新曲+精選             | 粵語               | 新曲+精選                      | 百代唱片 (香港) | 1998年10月     | 曲目 1. 現代人 2. 百年之癢 3. 簡簡單單 4. 醉一半 5. 擁抱 6. 十八變 7. 人間好漢 8. 愛情 9. 蓋世男兒 10. 好氣連祥Part 2 11. 好氣連祥Part 4 12. 緣是這樣 13. 我以你自豪 |
| 41     | 尋祥歌                      | 國語               | 大碟                           | 波麗佳音        | 1998年11月     | 曲目 1. 夜歸的男人 2. 最愛的人不是我 3. 貪戀 4. 千言萬語都是愛 5. 自在 6. 傷口還在 7. 為自己鼓掌 8. 越愛越沉默 9. 快樂歌 10. 狂歡（國） |
| 42     | 只有林子祥                  | 粵語               | 大碟                           | 華納音樂 (香港) | 2001年8月      | 曲目 1. 只有夢長 2. 萬里天風伴我飛 3. 我好想 4. 愛與被愛 5. 分分鐘需要你 6. 在水中央 7. 祥情歌集Medley 8. Parathion Medley |
| 43     | Until We Meet Again         | 粵語               | 大碟                           | 英皇娛樂        | 2004年6月15日  | 曲目 1. Until We Meet Again 2. 我愛你 3. 沙漠小子 4. 亞里爸爸 5. 這一個夜 6. 數字人生 7. 花街七十號 8. 幾段情歌 9. 他的一生 10. 究竟天有幾高 11. 邁步向前 12. 三人行 13. 誰能明白我 14. 講笑 15. 美而廉 16. 我們笑 |
| 44     | 佐治地球轉                  | 國語 + 粵語        | 大碟                           | 英皇娛樂        | 2007年6月7日   | 曲目 1. 常在我心中 2. Angel 3. 自由行 4. 流離半世 5. 林振祥 6. Through Your Eyes 7. 前世 8. 問天不應 9. 很多很多 10. 誰都可以 11. 腹語 12. 我的秘密（國） |
| 45     | Lamusique                   | 粵語               | CD + 高清Made in Love音樂會DVD | 環球音樂 (香港) | 2010年11月5日  | 曲目 CD 1. 分分鐘需要你 2. 憑著愛 3. 零時十分(林子祥 + 葉蒨文) 4. 最愛是誰 5. Medley : 愛情陷阱 + 夏日寒風 (4:29) 6. 幾段情歌 7. 似夢迷離 8. Medley : 追憶 + 單車 + 空凳 (4:56) 9. 星光的背影 10. 我要走天涯 11. 愛到分離仍是愛 (林子祥 + 葉蒨文) DVD - Made in Love 音樂會 1. Overtune 2. 憑著愛 3. 分分鐘需要你 4. 似夢迷離 5. Medley : 追憶 + 單車 + 空凳 6. 莫再悲 7. 星光的背影 8. 幾段情歌 9. Medley : 愛情陷阱 + 夏日寒風 10. 最愛是誰 11. 零時十分 (林子祥 + 葉蒨文) 12. 愛到分離仍是愛 (林子祥 + 葉蒨文) 13. 我要走天涯 14. 這一個夜 15. 紅日我愛你 16. Medley : 海市蜃樓 + 愛情 17. 敢愛敢做 18. 每一個晚上 19. 憑著愛 (encore version)             |
| 46     | Lamusique Vintage           | 國語 + 粵語 + 英語 | CD + DVD                       | 環球音樂 (香港) | 2011年5月25日  | 曲目 1. 這一個夜 2. Medley: 真的漢子/史泰龍Lambo 3. 三人行 (林子祥/ Yoyo/ Bong合唱) 4. Invincible (英) [OT : 願意] 5. 千枝針刺在心 (中樂版) 6. Medley: 每夜唱不停/ 月光光 7. 石像 8. 在水中央 9. Ah Lam日記 (Featuring霍世潔．二胡) 10. Medley: 活色生香/ 海市蜃樓 11. Medley: 晚風(國)/ 夜來香 12. 一個人 |
| 47     | LAMUSIC Original Classics   | 粵語               | 精選                           | 環球音樂 (香港) | 2014年7月31日  | 曲目 1. 邁步向前 2. 說聲珍重 3. 床上的法國煙 4. Make My Day（葉蒨文合唱） 5. 小蘋果 6. 愛的種子 7. 衝上雲霄 (電視劇「衝上雲霄II」主題曲) 8. 此情可待（陳果合唱） 9. 秘密花園 10. 熱血青年 11. 愛心之歌 |

### 個人作曲及填词作品
1976年
- Lam —— Three Wishes（+填詞）

1977年
- Lam II —— Boring Love（+填詞）、 Up-Down（+填詞）

1978年
- 各師各法 —— 三個願望、確係愛得悶

1979年
- 抉擇 —— 點解娶老婆

1980年
- 摩登土佬 —— 分分鐘需要你、愛的美敦書、願愛得浪漫、廣告廣告
- 一個人 —— 她的歌聲、執到寶、轉轉轉

1981年
- 林子祥精選 —— 愛的種子
- 活色生香 —— 活色生香、究竟天有幾高、再生人、沙漠小子、有句話、七月初七、走馬燈、可以不可以

1982年
- 海市蜃樓 —— 海市蜃樓、今天開始、幾段情歌

1983年
- 愛情故事 —— 小男人主義、懶舒服、熱血青年、阿喲心聲、巴黎街頭

1984年
- 愛到發燒 —— 邁步向前、我偷望你偷看、石像
- 林子祥創作歌集 —— 水仙情、師傅教落、紅日豐收、再見楊柳、跳躍太陽下、誰能明白我、心肝寶貝、追憶、床上的法國煙、此情可待、說聲珍重

1985年
- 林子祥85特輯（LAM '85）—— Moments（+填詞）、仍然記得個一次、零時十分、星光的背影
- 誘惑 —— 這一個夜、千枝針刺在心、為誰忙

1986年
- 最愛 —— Ah Lam日記（粵語填詞作品）、曾經、冷冰冰的形象、一個早上

1987年
- 花街70號 —— April（+填詞）、似曾相識
- 千億個夜晚 —— 風雨故人來、單身女人、今生以後

1988年
- 林子祥創作+流行歌集 —— 每夜唱不停、雨點、昨日街頭、幻覺、Talking About（+填詞）
- 生命之曲 —— 誰為你、真的漢子、三心一意、今晚可有空

1989年
- 長青歌集 —— 勝敗之間、矛盾

1990年
- 十三子祥 —— 似夢迷離、一切O.K.
- 日落日出 —— 日落日出
- Lessons —— Without The 2 Of Us、Tennis Nemesis、Sabbatical、He Said、Talking About、Lessons、April、Three Wishes、Boring Love、It's Only Goodbye（所有歌曲包辦作曲填詞）

1991年
- 小說歌集 —— 懷念這深深一吻、怎麽可以沒有你、原來沒有你是這樣
- 這次你是真的傷了我的心（國語）—— 不要笑我痴、當時年紀小、Moments（+填詞）、這次你是真的傷了我的心、戀愛無所不在、 回首夢已遠

1992年
- 這樣愛過你（國語） —— 夜、Three Wishes（+填詞）、聲聲問、願今宵永在夢裏
- 祈望 —— 祈望、一笑置之、急促的心跳、如風如煙
- 最難忘的你 —— 將心意盡訴、 獨自暢飲、改變常改變、人海中一個你

1993年
- 林子祥93創作歌集 —— 交出一切、你心有我、終生伙伴、我的一生、歸向平淡、偶像、你令我找到自己、愛偏要別離、曾經滄海、舊居中的鋼琴、一團和氣
- 決定（國語） —— 那年冬天、注定多情、愛你到此為止

1994年
- 單手拍掌 —— 你是朋友、不可能沒有你、我走我路、今天的一切、單手拍掌、在這世界有你最好、無愧於心、小屋的風雨

1995年
- 感謝（國語） —— 回首來時路、情關、在水中央、無言的愛

1996年
- 緣是這樣 —— 十八變、我以你自豪、緣是這樣、快樂的真相、十分鐘意、有情天地、感激

1997年
- 好氣連祥 —— 擁抱、愛情、人間好漢、最遠偏偏最近、谷爆、知己

1998年
- 現代人新曲+精選 —— 現代人、百年之癢、簡簡單單、 醉一半
- 尋祥歌（國語）—— 夜歸的男人、最愛的人不是我、貪戀、千言萬語都是愛、自在、傷口還在、為自己鼓掌、越愛越沉默、快樂歌、狂歡

2001年
- 只有林子祥 —— 只有夢長、萬里天風伴我飛、我好想、愛與被愛

2002年
- 港樂 林子祥 —— The Prayer

2004年
- Until We Meet Again —— Until We Meet Again、美而廉、講笑、我們笑（國語）

2007年
- 佐治地球轉 —— 常在我心中、Angel、自由行、流離半世、林振祥、Through Your Eyes（+填詞）、前世、問天不應、很多很多、誰都可以、腹語、我的秘密

2011年
- Lamusique Vintage —— Invincible（+填詞）

2014年
- LAMUSIC Original Classics —— 衝上雲霄、Make My Day（+填詞）、小萍果、秘密花園

2014年
- 東方足球隊會歌 —— 東方傳奇（單曲）

2015年
- 「跨粵流行」活動主題曲 —— 粵唱越響（單曲）

2023年
- 《三國志·戰略版》龍虎爭霸賽主題曲 —— 我們在

### 為其他歌手作曲的作品
- 路家敏：青蛙王子（與可以不可以同曲）、小貓與我
- 杜麗莎：April（+填詞）、仍然記得嗰一次
- 林嘉寶：幸運兒
- 徐小鳳：星光的背影
- 陳百強：寵愛
- 葉蒨文：零時十分、完全是你、願意、蒨意
- 梅艷芳：抱緊眼前人
- 側田：有火
- 張敬軒：相對論

### 收錄於他人專輯之作品
- 1984年 葉蒨文《葉蒨文》：Never Gonna Let You Go（林子祥、葉蒨文）
- 1986年 葉蒨文《Cha Cha Cha》：千粒星（林子祥、葉蒨文）
- 1986年 鮑比達《鮑比達1998》：百年寄望（大合唱）
- 1987年 葉蒨文《甜言蜜語》：乾一杯（林子祥、葉蒨文）
- 1988年 杜德智《好戲》：鬆一鬆（林子祥、鄭浩南、杜德智）
- 1992年 葉蒨文《紅塵》：愛到分離仍是愛（林子祥、葉蒨文）
- 1993年 葉蒨文《與你又過一天》：亂世桃花（林子祥、葉蒨文）
- 1995年 邱綺玲《我愛過你還是你愛過我》：無需說一句（林子祥、邱綺玲）
- 1998年 顧嘉煇 黃霑《真友情》：忘盡心中情
- 2004年 林振強《愛你多一些》：春夏秋冬
- 2012年 《ReImagine Leslie Cheung》：陪你倒數
- 2016年 韋綺姍《綺麗人生》：三人行（林子祥、韋綺姍、黃芮琳）、沿途有你（韋綺姍、林子祥）、The Unicorn Song（林子祥、韋綺姍、黃芮琳）
- 2023年 盧冠廷《Together as One》：123歲（林子祥、盧冠廷）

### 電影音樂
- 1978年：各師各法、想你（電影《各師各法》）
- 1979年：世事認真怪（電影《懵女，大賊，傻偵探》）
- 1980年：摩登土佬、廣告廣告、那怕到處闖、能否知我心（電影《摩登土佬》）
- 1981年：活色生香、夜来香（電影《鬼馬智多星》）
- 1981年：再生人（電影《再生人》）
- 1983年：海市蜃樓、幾段情歌（電影《我愛夜來香》）
- 1984年：邁步向前（電影《英倫琵琶》）
- 1984年：誰能明白我（電影《猫頭鹰與小飛象》）
- 1986年：聖誕夜、這一個夜（電影《聖誕奇遇結良緣》）
- 1986年：最愛是誰、曾經（電影《最爱》）
- 1987年：敢愛敢做（電影《神奇兩女俠》）
- 1987年：似曾相識（電影《通天大盗》）
- 1988年：三心一意（電影《三人世界》）
- 1988年：故園風雪後（電影《今夜星光燦爛》）
- 1989年：三心一意、巴黎街頭（音樂）（電影《三人新世界》）
- 1990年：似夢迷離、一切O.K.（電影《一咬O.K.》）
- 1991年：男兒當自強（電影《黃飛鴻》）
- 1992年：將心意盡訴、三心一意（電影《三人做世界》）
- 1992年：男兒當自強（電影《黃飛鴻之二：男兒當自強》）
- 1992年：長路漫漫伴你闖（電影《武狀元蘇乞兒》）
- 1993年：你令我找到自己（電影《皆大歡喜》）
- 1997年：擁抱（電影《擁抱朝陽》）
- 1997年：知己（電影《基佬四十》）
- 2004年：講笑【粵】我們笑【國】（電影《六壯士》）
- 2007年：問天不應 （電影《野·良犬》）
- 2009年：孤獨的手風琴（電影《淚王子》）

### 電視劇音樂
- 1979年：落難天使（TVB電視劇《落難天使》主題曲）
- 1979年：抉擇（TVB電視劇《抉擇》主題曲）
- 1980年：勇往直前（TVB電視劇《新CID》主題曲）
- 1981年：他的一生（TVB電視劇《他的一生》主題曲）
- 1981年：愛的種子（TVB電視劇《他的一生》插曲）
- 1986年：海誓山盟（日劇《海誓山盟》主題曲）
- 1988年：真的漢子（TVB電視劇《當代男兒》主題曲）
- 1988年：誰爲你（TVB電視劇《當代男兒》插曲）
- 1990年：勝敗之間（TVB電視劇《成功路上》主題曲）
- 1990年：矛盾（TVB電視劇《成功路上》插曲）
- 1991年：改變常改變（TVB電視劇《大家族》主題曲）
- 1991年：人海中一個你（TVB電視劇《大家族》插曲）
- 1991年：當時年紀小（台灣電視劇《京城四少》片尾曲）
- 1991年：至少还有我在乎（《台灣電視劇《京城四少》插曲）
- 1992年：最難忘的你（TVB電視劇《巨人》大結局插曲）
- 1992年：獨自暢飲（TVB電視劇《我為錢狂》主題曲）
- 1993年：亂世桃花（TVB電視劇《射鵰英雄傳之九陰真經》主題曲 1）與葉倩文合唱
- 1993年：活著日日看桃花（TVB電視劇《射鵰英雄傳之九陰真經》主題曲 2）與葉倩文合唱
- 1993年：愛偏要別離（《射鵰英雄傳之九陰真經》插曲) 與葉倩文合唱
- 1993年：願世間有青天（TVB電視劇《包青天》主題曲）
- 1996年：我以你自豪（TVB電視劇《緝私群英》主題曲）
- 1996年：我還有愛（台灣華視電視劇《報告師父》主題曲）
- 1997年：人間好漢（TVB電視劇《保護證人組》主題曲）
- 1997年：蓋世男兒（TVB電視劇《男人四十打功夫》主題曲）
- 2001年：萬里天風伴我飛（亞洲電視外購劇《臥虎藏龍》主題曲）
- 2013年：衝上雲霄（TVB電視劇《衝上雲霄II》主題曲）

### 廣播劇音樂
- 1981年：可以不可以（香港電台廣播劇《獅子山下之天生你才》插曲）
- 1985年：為誰忙（TVB廣播劇《城市故事之無怨》插曲）

### 電台節目音樂
- 1987年：等你和應（香港電台《踏上公民路》主題曲）

## 派台歌曲成績
| 派台歌曲成績（四台）        | 派台歌曲成績（四台）   | 派台歌曲成績（四台） | 派台歌曲成績（四台） | 派台歌曲成績（四台） | 派台歌曲成績（四台） | 派台歌曲成績（四台）                                                                                    | 派台歌曲成績（四台）                                                                                    |      |
| --------------------------- | ---------------------- | -------------------- | -------------------- | -------------------- | -------------------- | --- | --- | ---- |
| 唱片                        | 歌曲                   | 903                  | RTHK                 | 997                  | TVB                  | 備註 | 備註 |      |
| 1978年                      |                        |                      |                      |                      |                      | | |      |
| 各師各法                    | 各師各法               |                      | /                    |                      |                      | | |      |
| 1979年                      |                        |                      |                      |                      |                      | | |      |
| 各師各法                    | 想你                   |                      | 1                    |                      |                      | 首支冠軍歌                                                                                              | 首支冠軍歌                                                                                              |      |
| 抉擇                        | 抉擇                   |                      | (1)                  |                      |                      | TVB劇集《抉擇》主題曲                                                                                   | TVB劇集《抉擇》主題曲                                                                                   |      |
| 抉擇                        | 我要走天涯             |                      | /                    |                      |                      | | |      |
| 1980年                      |                        |                      |                      |                      |                      | | |      |
| 摩登土佬                    | 分分鐘需要你           |                      | 1                    |                      |                      | | |      |
| 摩登土佬                    | 阿里巴巴               |                      | 1                    |                      |                      | | |      |
| 土風舞/一個人               | 有智慧不要浪費         |                      | 1                    |                      |                      | 與路家敏合唱                                                                                            | 與路家敏合唱                                                                                            |      |
| 一個人                      | 在水中央               |                      | 1                    |                      |                      | | |      |
| 1981年                      |                        |                      |                      |                      |                      | | |      |
| 活色生香                    | 活色生香               |                      | 1                    |                      |                      | | |      |
| 活色生香                    | 沙漠小子               |                      | 1                    |                      |                      | 跨年上榜                                                                                                | 跨年上榜                                                                                                |      |
| 1982年                      |                        |                      |                      |                      |                      | | |      |
| 海市蜃樓                    | 古都羅馬               |                      | 1                    |                      |                      | | |      |
| 1983年                      |                        |                      |                      |                      |                      | | |      |
| 海市蜃樓                    | 投降吧                 |                      | 1                    |                      |                      | 跨年上榜                                                                                                | 跨年上榜                                                                                                |      |
| 愛情故事                    | 水中蓮                 |                      | 1                    |                      |                      | 調寄漁舟唱晚 同曲曲目：關正傑 ~ 漁舟唱晚                                                                | 調寄漁舟唱晚 同曲曲目：關正傑 ~ 漁舟唱晚                                                                |      |
| 愛情故事                    | 重逢                   |                      | 4                    |                      |                      | 與葉蒨文合唱                                                                                            | 與葉蒨文合唱                                                                                            |      |
| 1984年                      |                        |                      |                      |                      |                      | | |      |
| 愛到發燒                    | 愛到發燒               |                      | 1                    |                      |                      | OT：Dazz Band ~ Let It Whip                                                                             | OT：Dazz Band ~ Let It Whip                                                                             |      |
| 林子祥創作歌集              | 誰能明白我             |                      | 1                    |                      |                      | | |      |
| 林子祥創作歌集              | 每一個晚上             |                      | (1)                  |                      |                      | 跨年上榜                                                                                                | 跨年上榜                                                                                                |      |
| 1985年                      |                        |                      |                      |                      |                      | | |      |
| 林子祥85特輯                | 仍然記得嗰一次         |                      | 1                    |                      |                      | | |      |
| 10分12吋                    | 10分12吋               |                      | /                    |                      |                      | | |      |
| 誘惑                        | 千枝針刺在心           |                      | 10                   |                      | /                    | | |      |
| 誘惑                        | 這一個夜               |                      | 1                    |                      | /                    | 跨年上榜                                                                                                | 跨年上榜                                                                                                |      |
| 1986年                      |                        |                      |                      |                      |                      | | |      |
| 最愛                        | Ah Lam日記             |                      | 1                    |                      | (1)                  | 兩台冠軍歌 OT：Miami Sound Machine ~ Conga                                                              | 兩台冠軍歌 OT：Miami Sound Machine ~ Conga                                                              |      |
| 最愛                        | 最愛是誰               |                      | /                    |                      | 1                    | 電影《最愛》主題曲                                                                                      | 電影《最愛》主題曲                                                                                      |      |
| 千億個夜晚                  | 千億個夜晚             |                      | 1                    |                      | {1}                  | 兩台冠軍歌 OT：Jermaine Jackson ~ Lonely Won't Leave Me Alone                                           | 兩台冠軍歌 OT：Jermaine Jackson ~ Lonely Won't Leave Me Alone                                           |      |
| 千億個夜晚                  | 等你和應               |                      | /                    |                      | -                    | | |      |
| 1987年                      |                        |                      |                      |                      |                      | | |      |
| 千億個夜晚                  | 海誓山盟               |                      | 2                    |                      | 1                    | TVB配音日劇《海誓山盟》主題曲                                                                           | TVB配音日劇《海誓山盟》主題曲                                                                           |      |
| 千億個夜晚                  | 緊靠一起               |                      | /                    |                      | 9                    | OT：Ben E. King ~ Stand By Me 同曲曲目：梅艷芳 ~ Stand By Me                                            | OT：Ben E. King ~ Stand By Me 同曲曲目：梅艷芳 ~ Stand By Me                                            |      |
| 甜言蜜語                    | 乾一杯                 |                      | /                    |                      | 5                    | 與葉蒨文合唱                                                                                            | 與葉蒨文合唱                                                                                            |      |
| 花街70號                    | 敢愛敢做               |                      | 1                    |                      | 1                    | 兩台冠軍歌 電影《神奇兩女俠》的主題曲 OT：Starship （页面存档备份，存于） ~ Nothing's Gonna Stop Us Now | 兩台冠軍歌 電影《神奇兩女俠》的主題曲 OT：Starship （页面存档备份，存于） ~ Nothing's Gonna Stop Us Now |      |
| 花街70號                    | 上癮                   |                      | /                    |                      | 8                    | | |      |
| 花街70號                    | 何時何地               |                      | /                    |                      | -                    | 與葉蒨文合唱 OT：James Ingram & Linda Ronstadt ~ Somewhere Out There                                    | 與葉蒨文合唱 OT：James Ingram & Linda Ronstadt ~ Somewhere Out There                                    |      |
| 徒未放棄 / 好戲             | 鬆一鬆                 |                      | /                    |                      | 4                    | 與鄭浩南、杜德智合唱 同曲曲目：譚詠麟 ~ 你是我的女人                                                    | 與鄭浩南、杜德智合唱 同曲曲目：譚詠麟 ~ 你是我的女人                                                    |      |
| 1988年                      |                        |                      |                      |                      |                      | | |      |
| 創作+流行歌集               | 每夜唱不停             |                      | 1                    |                      | 1                    | 兩台冠軍歌                                                                                              | 兩台冠軍歌                                                                                              |      |
| 創作+流行歌集               | 深夜裡                 | 7                    | 1                    |                      | 1                    | | |      |
| 創作+流行歌集               | 結伴同航               | 14                   | /                    |                      | 2                    | OT：Atlantic Starr （页面存档备份，存于） ~ Always                                                      | OT：Atlantic Starr （页面存档备份，存于） ~ Always                                                      |      |
| 生命之曲                    | 真的漢子               | 8                    | 1                    |                      | 1                    | TVB劇集《當代男兒》主題曲                                                                               | TVB劇集《當代男兒》主題曲                                                                               |      |
| 生命之曲                    | 三心一意               | 18                   | /                    |                      | -                    | | |      |
| 生命之曲                    | 生命之曲               | 13                   | 1                    |                      | 1                    | | |      |
| 生命之曲                    | 故園風雪後             | 23                   | /                    |                      | -                    | | |      |
| 1989年                      |                        |                      |                      |                      |                      | | |      |
| 生命之曲                    | 誰為你                 | /                    | /                    |                      | 3                    | TVB劇集《當代男兒》插曲                                                                                 | TVB劇集《當代男兒》插曲                                                                                 |      |
| 長青歌集                    | 對話                   | 14                   | -                    |                      | -                    | 與蔡立兒合唱                                                                                            | 與蔡立兒合唱                                                                                            |      |
| 長青歌集                    | 在等一個晚上           | 1                    | 1                    |                      | 1                    | 三台冠軍歌                                                                                              | 三台冠軍歌                                                                                              |      |
| 長青歌集                    | 同行萬里               | 12                   | 10                   |                      | -                    | | |      |
| 1990年                      |                        |                      |                      |                      |                      | | |      |
| 十三子祥                    | 似夢迷離               | {1}                  | 1                    |                      | /                    | | |      |
| 日落日出                    | 日落日出               | 1                    | 3                    |                      | /                    | | |      |
| 日落日出                    | 一隻蚊                 | 5                    | 1                    |                      | /                    | 跨年上榜                                                                                                | 跨年上榜                                                                                                |      |
| 1991年                      |                        |                      |                      |                      |                      | | |      |
| 日落日出                    | 厭了玩遊戲             | 10                   | -                    |                      | /                    | | |      |
| 小說歌集                    | 男兒當自強             | 2                    | 1                    |                      | /                    | 電影《黃飛鴻》主題曲                                                                                    | 電影《黃飛鴻》主題曲                                                                                    |      |
| 小說歌集                    | 情深再別提             | 11                   | 9                    |                      | /                    | | |      |
| 小說歌集                    | 你仍是愛著我嗎         | 9                    | -                    |                      | /                    | | |      |
| 最難忘的你                  | 改變常改變             | 5                    | 10                   |                      | /                    | TVB劇集《大家族》主題曲                                                                                 | TVB劇集《大家族》主題曲                                                                                 |      |
| 1992年                      |                        |                      |                      |                      |                      | | |      |
| 最難忘的你                  | 街頭霸王榜             | (1)                  | 1                    |                      | 1                    | 三台冠軍歌                                                                                              | 三台冠軍歌                                                                                              |      |
| 最難忘的你                  | 將心意盡訴             | 10                   | /                    |                      | /                    | 電影《三人做世界》主題曲                                                                                | 電影《三人做世界》主題曲                                                                                |      |
| 紅塵                        | 愛到分離仍是愛         | 8                    | 11                   |                      | /                    | 與葉蒨文合唱 OT：彭偉華、蔡幸娟 ~ 兩顆心四行淚                                                          | 與葉蒨文合唱 OT：彭偉華、蔡幸娟 ~ 兩顆心四行淚                                                          |      |
| 祈望                        | 友愛長存               | 4                    | 1                    |                      | /                    | | |      |
| 1993年                      |                        |                      |                      |                      |                      | | |      |
| 祈望                        | 選擇                   | 7                    | 2                    |                      | 1                    | 與葉蒨文合唱                                                                                            | 與葉蒨文合唱                                                                                            |      |
| 決定                        | 長路漫漫伴你闖         | 8                    | 12                   |                      | /                    | | |      |
| 93創作歌集                  | 交出一切               | 7                    | 4                    |                      | /                    | | |      |
| 93創作歌集                  | 願世間有青天           | 29                   | 18                   |                      | /                    | TVB台灣劇集《包青天》主題曲                                                                             | TVB台灣劇集《包青天》主題曲                                                                             |      |
| 93創作歌集                  | 舊居中的鋼琴           | 14                   | -                    |                      | /                    | | |      |
| 1994年                      |                        |                      |                      |                      |                      | | |      |
| 單手拍掌                    | 單手拍掌               | 1                    | 9                    | /                    | /                    | | |      |
| 單手拍掌                    | 天地                   | 6                    | 1                    | /                    | 2                    | 跨年上榜                                                                                                | 跨年上榜                                                                                                |      |
| 1995年                      |                        |                      |                      |                      |                      | | |      |
| 單手拍掌                    | 江湖滋味               | 5                    | 3                    | /                    | /                    | | |      |
| 單手拍掌                    | 不可能沒有你           | 20                   | -                    | /                    | /                    | | |      |
| 緣是這樣                    | 十八變                 | (1)                  | 1                    | 1                    | 1                    | 四台冠軍歌                                                                                              | 四台冠軍歌                                                                                              |      |
| 1996年                      |                        |                      |                      |                      |                      | | |      |
| 緣是這樣                    | 我以你自豪             | /                    | 19                   | /                    | /                    | TVB劇集《緝私群英》主題曲                                                                               | TVB劇集《緝私群英》主題曲                                                                               |      |
| 緣是這樣                    | 快樂的真相             | /                    | 8                    | /                    | /                    | | |      |
| 1997年                      |                        |                      |                      |                      |                      | | |      |
| 好氣連祥                    | 擁抱                   | /                    | 10                   | /                    | /                    | | |      |
| 好氣連祥                    | 好氣連祥               | /                    | 1                    | /                    | 1                    | | |      |
| 1998年                      |                        |                      |                      |                      |                      | | |      |
| 現代人新曲+精選             | 百年之癢               | 18                   | -                    | -                    | -                    | | |      |
| 現代人新曲+精選             | 醉一半                 | -                    | 18                   | -                    | -                    | | |      |
| 現代人新曲+精選             | 簡簡單單               | 16                   | 15                   | -                    | -                    | | |      |
| 2001年                      |                        |                      |                      |                      |                      | | |      |
| 只有林子祥                  | 只有夢長               | 13                   | 17                   | -                    | -                    | | |      |
| 拉闊壓軸 林子祥&陳奕迅      | 這一個夜               | 17                   | -                    | -                    | -                    | 與陳奕迅合唱                                                                                            | 與陳奕迅合唱                                                                                            |      |
| 2004年                      |                        |                      |                      |                      |                      | | |      |
| Until We Meet Again         | Until We Meet Again    | -                    | 3                    | 4                    | -                    | | |      |
| 林振強 - 愛你多一些         | 春夏秋冬               | 13                   | -                    | -                    | -                    | 翻唱張國榮作品                                                                                          | 翻唱張國榮作品                                                                                          |      |
| 2005年                      |                        |                      |                      |                      |                      | | |      |
|                             | 永遠再永遠             | -                    | 2                    | 1                    | 5                    | | |      |
| 2006年                      |                        |                      |                      |                      |                      | | |      |
| 佐治地球轉                  | Angel                  | 14                   | -                    | 4                    | -                    | | |      |
| 2007年                      |                        |                      |                      |                      |                      | | |      |
|                             | 流金頌                 | -                    | 2                    | -                    | -                    | 與劉德華、李克勤、陳奕迅、古巨基合唱                                                                    | 與劉德華、李克勤、陳奕迅、古巨基合唱                                                                    |      |
| 佐治地球轉                  | 常在我心中             | 19                   | -                    | -                    | -                    | 與杜麗莎合唱                                                                                            | 與杜麗莎合唱                                                                                            |      |
| 2009年                      |                        |                      |                      |                      |                      | | |      |
|                             | 孤獨的手風琴           | -                    | -                    | -                    | -                    | | |      |
| 2010年                      |                        |                      |                      |                      |                      | | |      |
| Lamusique                   | 憑著愛                 | -                    | 3                    | -                    | -                    | 翻唱蘇芮作品                                                                                            | 翻唱蘇芮作品                                                                                            |      |
| 2011年                      |                        |                      |                      |                      |                      | | |      |
| Lamusique Vintage           | Ah Lam日記             | 17                   | 17                   | -                    | -                    | 全新編曲版本                                                                                            | 全新編曲版本                                                                                            |      |
| Lamusique Vintage           | 這一個夜               | 2                    | -                    | -                    | -                    | 全新編曲版本                                                                                            | 全新編曲版本                                                                                            |      |
| 2012年                      |                        |                      |                      |                      |                      | | |      |
| ReImagine Leslie Cheung     | 陪你倒數               | 7                    | -                    | 3                    | -                    | 翻唱張國榮作品                                                                                          | 翻唱張國榮作品                                                                                          |      |
| 2014年                      |                        |                      |                      |                      |                      | | |      |
| LAMUSIC                     | 床上的法國煙           | 13                   | -                    | 4                    | -                    | 2014年重新演繹版本                                                                                      | 2014年重新演繹版本                                                                                      |      |
| 2015年                      |                        |                      |                      |                      |                      | | |      |
| 40TH ANNIVERSARY COLLECTION | 粵唱越響               | -                    | 15                   | 4                    | -                    | | |      |
| 佐治地球40年                | 佐治地球40年（最愛版） | -                    | 6                    | -                    | 2                    | DBC華語歌曲流行指數：9                                                                                  | DBC華語歌曲流行指數：9                                                                                  |      |
| 佐治地球40年                | 佐治地球40年（狂唱版） | -                    | -                    | -                    | -                    | | |      |
| 綺麗人生                    | 沿途有你               | -                    | -                    | -                    | -                    | 與韋綺姍合唱                                                                                            | 與韋綺姍合唱                                                                                            |      |
| 2018年                      |                        |                      |                      |                      |                      | | |      |
| 環球高歌陳百強              | 有了你                 | -                    | -                    | -                    | ×                    | 翻唱陳百強作品                                                                                          | 翻唱陳百強作品                                                                                          |      |
| 派台歌曲成績（五台）        |                        |                      |                      |                      |                      | | |      |
| 唱片                        | 歌曲                   | 903                  | RTHK                 | 997                  | TVB                  | ViuTV                                                                                                   | 備註 | 備註 |
| 2023年                      |                        |                      |                      |                      |                      | | |      |
|                             | 難為正邪定分界         | -                    | -                    | 7                    | -                    | × | 翌年上榜 與劉德華合唱 翻唱葉振棠、麥志誠作品 電影《潛行》主題曲 加拿大至 HIT 中文歌曲排行榜：16         |      |

| 各台冠軍歌總數 | 各台冠軍歌總數 | 各台冠軍歌總數 | 各台冠軍歌總數 | 各台冠軍歌總數 | 各台冠軍歌總數     | 各台冠軍歌總數     | 各台冠軍歌總數 |
| -------------- | -------------- | -------------- | -------------- | -------------- | ------------------ | ------------------ | -------------- |
| 四台a          | 903            | RTHK           | 997            | TVB            | 備註               | 備註               | 備註           |
| 四台a          | 6              | 32             | 2              | 15             | 四台冠軍歌總數：22 | 四台冠軍歌總數：22 |                |
| 四台a          | 10             | 34             | 2              | 18             | 冠軍週數           | 冠軍週數           |                |
| 五台b          | 903            | RTHK           | 997            | TVB            | ViuTV              | 備註               |                |
| 五台b          | 0              | 0              | 0              | 0              | 0                  | 五台冠軍歌總數：0  |                |

- （*）仍在榜上
- （-）未能上榜
- （×）沒有派往該台
- （/）沒有相關資料
- （(1)）兩星期冠軍
- （{1}）三星期冠軍
- ^  注解a：包括2023年後的冠軍歌曲
- ^  注解b：2023年起

## 得獎記錄
- 1980香港電台十大中文金曲：《分分鐘需要你》（歌手獎及作曲人獎）
- 1980香港電台十大中文金曲：《在水中央》（歌手獎及作曲人獎）
- 1981香港電台十大中文金曲：《活色生香》（歌手獎及作曲人獎）
- 1982香港電影金像獎：最受歡迎男演員
- 1984香港電台十大中文金曲：《愛到發燒》 （歌手獎）
- 1985香港電台十大中文金曲：《每一個晚上》（歌手獎）
- 1985香港電台最佳編曲獎：《每一個晚上》（鮑比達）
- 1985香港電台最有創意歌曲獎：《10分12吋》
- 1985香港電台最佳唱片封套設計獎: 《10分12吋》（朱祖兒）
- 1985無綫電視勁歌金曲 《10分12吋》
- 1986香港電台十大中文金曲：《阿Lam日記》 （歌手獎及作詞人獎）
- 1986香港電台最佳中文（流行）歌曲獎: 《最愛是誰》（盧冠廷）
- 1986香港電台最佳唱片監製獎: 《最愛》
- 1986無綫電視勁歌金曲：《千億個夜晚》
- 1986憑電影《最愛》主題曲《最愛是誰》奪得《香港電影金像獎》最佳原創歌曲
- 1987香港電台十大中文金曲：《千億個夜晚》（歌手獎）
- 1987無綫電視十大勁歌金曲：《海誓山盟》
- 1988無綫電視十大勁歌金曲：《真的漢子》
- 1988香港電台十大中文金曲：《真的漢子》（歌手獎及作曲人獎）
- 1988香港電台最佳唱片監製獎 《祝福》：林子祥、鍾定一、黃柏高、葉蒨文
- 1988無綫電視最佳唱片監製獎 《祝福》：黃柏高、鍾定一、林子祥、葉蒨文
- 1990 CRHK男歌手銅獎
- 1993無綫電視最受歡迎男女合唱歌曲獎 銀獎《選擇》林子祥、葉蒨文
- 1994香港電台金針獎 --- 樂壇最高榮譽大獎，以表揚個別從事音樂行業者在香港音樂領域的卓越成就和貢獻
- 1997香港電台金曲廿載十大最愛－《分分鐘需要你》
- 2002十大中文金曲 金曲銀禧榮譽大獎
- 2003林子祥獲得CASH音樂成就大獎，是首位唱作人獲得此殊榮 --- 此獎項目的為表揚具傑出音樂才華及對香港樂壇有重大貢獻的音樂家
- 2007 CASH金帆音樂獎 最佳合唱演繹： 林子祥/杜麗莎，演繹作品：《常在我心中》
- 2015無綫電視勁歌金曲－樂壇榮譽貢獻大獎
- 2016香港電台名人堂
- 華語金曲獎2016──十大粵語金曲《粵唱越響》
- 華語金曲獎2016──年度最佳粵語歌曲《粵唱越響》
- 2021東方衛視— 《我們的歌 (第三季)》當中與胡夏合作獲取冠軍

## 主持節目
- 1979年：《Bang Bang 咁嘅聲》
- 1989年：《六百萬人的故事》
- 1995年：《林子祥與你星聲相識二十年》

## 音樂特輯
- 1982年：《精歌妙韻林子祥》
- 1983年：《我係林子祥》
- 1985年：《一個晚上》
- 1991年：《情懷洛杉磯音樂特輯》

## 影視作品

### 電影
- 1978年：《各師各法》
- 1979年：《懵女，大賊，傻偵探》、《瘋劫》
- 1980年：《糊塗英雄》、《摩登土佬》
- 1981年：《鬼馬智多星》、《再生人》
- 1982年：《難兄難弟》、《投奔怒海》、《最佳拍檔》
- 1983年：《我愛夜來香》
- 1984年：《貓頭鷹與小飛象》、《英倫琵琶》
- 1985年：《聖誕奇遇結良緣》、《恭喜發財》、《夏日福星》
- 1986年：《最愛》
- 1987年：《通天大盜》
- 1988年：《三人世界》、《今夜星光燦爛》
- 1989年：《最佳男朋友》、《三人新世界》
- 1990年：《亂世兒女》、《一咬OK》
- 1991年：《豪門夜宴》
- 1991年：《富貴吉祥》
- 1992年：《三人做世界》
- 1993年：《皆大歡喜》
- 1997年：《擁抱朝陽》、《基佬四十》
- 2004年：《六壯士》
- 2006年：《戀愛初歌》
- 2007年：《女人本色》、《野·良犬》飾 鈕喬澤
- 2009年：《游龍戲鳳》 飾 酒吧老板
- 2011年：《出軌的女人》飾 萬生
- 2018年：《歐洲攻略》

### 電視劇/電視節目
- 1977年：《淡入淡出之斑點》
- 1977年：《瑪麗關77》
- 1978年：《青春熱潮》
- 1979年：《過埠新娘》 飾 朱添盞
- 1979年：《網中人》 飾 鄭馬田
- 1979年：《不是冤家不聚頭》 飾 詹旭和
- 1980年：《風雲》 飾 周民生
- 1980年：《輪流傳》 飾 解樹仁
- 1980年：《執到寶》 飾 阿超
- 1981年：《四季情》 飾 樹仁
- 2014年：《我們都是這樣唱大的》第二集主題人物
- 2015年：TVB翡翠台《Sunday靚聲王》演唱嘉賓
- 2021年：《開心大綜藝》
- 2021年：《歡樂滿東華》
- 2021年：《我們的歌 (第三季)》比賽節目
- 2022年：《聲生不息》比賽節目
- 2025年：《中年好聲音3》嘉賓評判

## 廣告
- 1980年：香港旅遊發展局（笑一笑世界更美妙）
- 1982年：Octo樂都錶（與陳秀珠合作）
- 1984年：CJ手錶（與夏文汐合作）
- 1991年：Guinness健力士
- 1995年：台灣統一企業《大補帖細麵》
- 2012年：MOOV電視廣告《MOOV音樂撐你》（與林德信合作）
- 2012年：2012/13年度財政預算案宣傳片（引用了《數字人生》一曲）
- 2014年：GNC保健食品 電視及平面廣告（與林德信合作）
- 2020年：香港大型獎賞計劃yuu（與林德信合作）

## 備註
1. ↑  此專輯於出版前一天因台灣波麗佳音倒閉而未發行，後同年改由馬來西亞波麗佳音發行。
2. ↑  包括未設叱咤榜、新城榜、勁歌金榜時的一台、二台或三台冠軍歌

## 外部連結
- Lam's Home
- 林子祥牆紙實驗場
- 林子祥的新浪微博
- 林子祥在互联网电影资料库（IMDb）上的資料（英文）
- 林子祥在香港影庫上的簡介
- 林子祥在时光网上的簡介（简体中文）
- 林子祥在豆瓣上的资料（简体中文）